# Ipomoea ×leucantha
Espèce
Ipomoea ×leucantha est une espèce de plantes dicotylédones de la famille des Convolvulaceae, originaire d'Amérique du Nord (États-Unis, Mexique). C'est l'une des 13 espèces sauvages classées dans la série Batatas (Ipomoea subg. Eriospermum sect. Eriospermum). Cette espèce diploïde (2n=2x=30) est un parent sauvage de la patate douce (Ipomoea batatas).
Selon Austin (1978), Ipomoea ×leucantha est considérée comme d'origine hybride issue d'un croisement stable : Ipomoea cordatotriloba × Ipomoea lacunosa.

## Description
Ipomoea ×leucantha  est une plante herbacée annuelle, mince, au port d'abord dressé, puis volubile ou rampante, aux racines fibreuses. La tige, de 1 à 2 m de long, est glabre ou poilue, légèrement ramifiée. Les feuilles, glabres ou poilues, sont portées par  un  pétiole de 4 à 5 cm de long. Le limbe de forme ovale, parfois trilobé ou subtrilobé, glabre, de  3 à 5 cm de long sur 2 à 4 cm de large, est acuminé et  fréquemment mucroné à l'apex, auriculé à cordé à la base.
L'inflorescence sous forme de cyme dichasiale ou monochasiale, portée par un pédoncule principal de 1,8 à 4,5 cm de long, regroupe de 1 à 5 fleurs. Les sépales inégaux, cartacés, verts ou violets, elliptiques à sublancéolés, ont 6 à 8 mm de long sur 2 à 3 mm de large. Les sépales externes, pileux, à 3 nervures saillantes, sont plus courts que les sépales internes, glabres et  fréquemment ciliés. La corolle, de couleur lilas, infundibuliforme à subcampanulée, fait de 1,2 à 1,4 cm de long. Les étamines, presque égales, incluses, de 7 à 9 mm de long, légèrement glandulaires-pubescentes à la base des filaments. Le stigmate blanc, glabre, capité, est légèrement bilobé. Le fruit est une capsule subglobuleuse, glabre ou pileuse, brun clair, composée de deux loges et 4 valves. Elle contient 4 graines subglobuleuses, triangulaires, brunes.

## Distribution et habitat
L'aire de répartition originelle d’Ipomoea ×leucantha comprend l'Alabama (États-Unis), le Mexique, le Guatemala et le Honduras.
L'espèce a été introduite dans l'Arizona, en Amérique du Sud (Colombie, Brésil, Équateur, Venezuela), en Amérique centrale et dans les Caraïbes (Costa-Rica, Cuba, îles du Vent), à Hawaï ainsi qu'à Taïwan, aux Philippines.

## Taxinomie

### Synonymes
Selon The Plant List (2 octobre 2019) :
- Ipomoea batatas var. leucantha (Jacq.) Nishiyama
- Ipomoea lacunosa f. purpurata Fernald
- Ipomoea trifida var. ymalensis House